# Statistique de test
En statistique, une statistique de test - aussi appelée variable de décision - est une variable aléatoire construite à partir d'un échantillon statistique permettant de formuler une règle de décision pour un test statistique,.
Cette statistique n'est pas unique, ce qui permet de construire différentes règles de décision et de les comparer à l'aide de la notion de puissance statistique.
Il est impératif de connaitre sa loi de probabilité lorsque l'hypothèse nulle est vraie. Sa loi sous l'hypothèse alternative est souvent inconnue.

## Exemples
- la statistique du test du χ² :

{\displaystyle K=\sum _{j=1}^{J}{\frac {(N{\hat {p_{j}}}-Np_{j})^{2}}{Np_{j}}}}.
- la statistique du test de Student :

{\displaystyle Z={\sqrt {n}}{\frac {{\overline {X}}-\mu _{0}}{S_{n}^{\ast }}}}